# Demir Özlü
Demir Özlü (* 9. September 1935 in Istanbul; † 13. Februar 2021 in Stockholm) war ein türkischer Schriftsteller und Rechtsanwalt. 

## Leben und Werk
In seinen laut Wilpert vom Existentialismus beeinflussten atmosphärisch dichten Erzählungen spielen in irgendeiner Form bedrohte intellektuelle Figuren häufig die Hauptrolle.
Özlü lebte in Schweden und der Türkei und hatte auch „enge Bindungen“ zu Deutschland.
Sezer Duru und Tezer Özlü sind seine jüngeren Geschwister.

## Auszeichnungen
- 1989: Sait-Faik-Literaturpreis
- 1990: Orhan-Kemal-Literaturpreis
- 2004: Sedat-Simavi-Preis für Literatur

## Werke (Auswahl)
- Bunaltı (Geschichtensammlung, 1958)
- Soluma (Geschichtensammlung, 1963)
- Boğuntulu Sokaklar (Geschichtensammlung, 1966)
- Bir Uzun Sonbahar (Roman, 1976)
- Bir Küçükburjuvanın Gençlik Yılları (Roman, 1979)
- Aşk ve Poster (Geschichte,1980)
- Bir Beyoğlu Düşü (Erzählung, 1985)
- Berlin'de Sanrı (Erzählung, 1985)
- Stockholm Öyküleri (Geschichtensammlung, 1988)
- Bir Yaz Mevsimi Romansı (Roman, 1990)
- İstanbul Büyüsü (Geschichtensammlung, 1994)
- Tatlı Bir Eylül (Roman, 1995)
- İthaka'ya Yolculuk (Roman, 1996)
- Geçen Yaz Kentte Kızlar (Geschichtensammlung, 2001)
- Şapka,Deniz Kıyısı ve Yüz (Geschichtensammlung, 2003)
- Amerika 1954 (Roman, 2004)
- Dalgalar (Roman, 2006)

## Einzelbelege
1. ↑  Demir Özlü, Öykü ve roman yazarı (d. İstanbul 1935 – ö. 13 Şubat 2021, İsveç/Stockholm). turkedebiyati.org, abgerufen am 25. März 2021.
2. ↑  Demir Özlü: 1950 sonrası Türk edebiyatının önemli yazarı hayatını kaybetti. In: BBC. 13. Februar 2021, abgerufen am 19. Februar 2021 (türkisch).
3. ↑  Gero von Wilpert (Hrsg.): Lexikon der Weltliteratur. Band 3: Fremdsprachige Autoren L–Z. 4. Auflage. Kröner, Stuttgart 2004, ISBN 3-520-83804-4, S. 1332.
4. ↑   Archivlink (Memento vom 20. September 2005 im Internet Archive)

| Personendaten    | Personendaten                              |
| ---------------- | ------------------------------------------ |
| NAME             | Özlü, Demir                                |
| KURZBESCHREIBUNG | türkischer Schriftsteller und Rechtsanwalt |
| GEBURTSDATUM     | 9. September 1935                          |
| GEBURTSORT       | Istanbul                                   |
| STERBEDATUM      | 13. Februar 2021                           |
| STERBEORT        | Stockholm                                  |